# Lưu Phương (Đông Hán)
Lưu Phương (chữ Hán: 劉方, ? – 97 TCN), đại thần thời Đông Hán và là tông thất nhà Hán.
Phương thuở nhỏ có tài học, thông thạo kinh điển Nho gia. Tháng 8 năm Vĩnh Nguyên thứ 4 đời Hán Hòa Đế (năm 92), Tư không Nhậm Ngôi qua đời, tháng 10, Tông chính Lưu Phương nhận lệnh làm Tư không. Tháng giêng năm Vĩnh Nguyên thứ 6 (năm 94), Tư đồ Đinh Hồng tạ thế, tháng 2, Phương đang giữ chức Tư không được cử làm Tư đồ. Tháng 10 năm Vĩnh Nguyên thứ 9 (năm 97), Đậu Thái hậu mất, Phương cùng Thái úy Trương Bô, Tư không Trương Phấn dâng thư, chủ trương chiếu theo thông lệ Hán Quang Vũ Đế phế truất danh hiệu Lã hậu, bỏ đi tôn hiệu của Đậu Thái hậu, không hợp táng trong lăng tẩm của Hán Chương Đế, trăm quan dâng thư tán đồng nhưng Hòa Đế không đồng ý. Ngày Canh Thân 24 tháng 9 cùng năm, Phương bị bãi miễn chức quan bèn tự sát.